# Bălușeni
Bălușeni es una comuna y pueblo de Rumania ubicada en el distrito de Botoșani.
Según el censo de 2011, tiene 4670 habitantes, mientras que en el censo de 2002 tenía 5046 habitantes. La mayoría de la población es de etnia rumana (90,08 %), con una minoría de gitanos (5,01 %).
La mayoría de los habitantes son cristianos de la Iglesia Ortodoxa Rumana (94,51 %).
En la comuna existen seis pueblos (población en 2011):
- Bălușeni (pueblo), 1286 habitantes;
- Bălușenii Noi, 290 habitantes;
- Buzeni, 409 habitantes;
- Coșuleni, 213 habitantes;
- Draxini, 1815 habitantes;
- Zăicești, 657 habitantes.

Se ubica unos 10 km al sureste de Botoșani.